# Janina Bielecka
Janina Bielecka (ur. 8 lipca 1912 w Rawie Ruskiej, zm. 4 października 2006 w Poznaniu) – polska historyk, archiwistka.

## Życiorys
Maturę zdała w 1931 r. w Państwowym Gimnazjum Żeńskim im. Królowej Jadwigi we Lwowie, następnie w 1936 r. ukończyła tam studia historyczne na Uniwersytecie Jana Kazimierza. W 1946 r. na Uniwersytecie Jagiellońskim obroniła pracę doktorską pt. Kontrakty lwowskie w latach 1768–1775, w 1959 r. została docentem.
W latach 1946-1949 pracowała w Poznańskim Towarzystwie Przyjaciół Nauk na stanowisku kierownika Działu wymiany i ekspedycji wydawnictw.  
W 1949 rozpoczęła pracę w Archiwum Państwowym w Poznaniu, którą zakończyła, przechodząc ostatecznie na emeryturę w 1980 r.  
Zajmowała się badaniami nad kancelarią księgi wpisów; w archiwum uporządkowała zespoły archiwalne ksiąg sądów grodzkich i sądów ziemskich oraz innych sądów z okresu Rzeczypospolitej szlacheckiej. Efektem jej pracy był wydany drukiem w 1965 r. Inwentarz ksiąg archiwów grodzkich i ziemskich Wielkopolski XIV–XVIII w. Opracowała także zbiór materiałów Jednoty Braci Czeskich, publikowała liczne recenzje i artykuły, m.in. w „Archeionie”. Kierowała pracami związanymi z kwerendą do dziejów wsi i wojen szwedzkich w zasobie poznańskiego archiwum.  
Aktywnie działała w SAP, będąc członkiem założycielem tej organizacji, a w latach 1965-1967 była pierwszą przewodniczącą Oddziału SAP w Poznaniu.
Odznaczona była m.in. Srebrnym Krzyżem Zasługi (1955), Odznaką Honorową Miasta Poznania (1968) i Odznaką za Zasługi w Rozwoju Województwa Poznańskiego (1975).

## Wybrane publikacje
- Inwentarz ksiąg archiwów grodzkich i ziemskich Wielkopolski XIV–XVIII w., Poznań 1965,
- Uwagi o sumaryzowaniu i indeksowaniu ksiąg ziemskich i grodzkich, „Archeion”, 1962, t. 37, ss. 140–145,
- Organizacja i działalność kancelarii ziemskich i grodzkich wielkopolskich XIV–XVIII w., „Archeion”, 1954, t. 22, ss. 129–155,
- Kancelaria grodzka wielkopolska XVI–XVIII w., „Studia Źródłoznawcze”, t. 1, 1957.